# Iridium Communications
Iridium Communications Inc. (abans Iridium Satellite LLC; NASDAQ: IRDM
) és una empresa, amb seu a McLean, Virgínia, Estats Units d'Amèrica que opera la constel·lació Iridium, una constel·lació de 66 satèl·lits de comunicacions que giren al voltant de la Terra en 6 òrbites LEO a una alçada aproximada de 780 km de la terra. Cadascuna de les 6 òrbites consta d'11 satèl·lits equidistants entre si. Els satèl·lits triguen 100 minuts a fer la volta al món de pol a pol.
La constel·lació Iridium va ser dissenyada per Motorola per proveir serveis de Serveis Satèl·litals Mòbils (SSM) amb cobertura global. El seu nom prové de l'element Iridi (Iridium) el qual té un nombre atòmic de 77, equivalent al nombre de satèl·lits que incloïa la constel·lació en el seu disseny original.

## Història
Iridium SSC, el servei de comunicacions Iridium es va posar en marxa l'1 de novembre de 1998. La primera trucada usant Iridium va ser feta pel llavors vicepresident dels Estats Units Al Gore. Motorola va proporcionar la tecnologia i el suport financer El logotip de la companyia va ser dissenyat per Landor Associates, i representa l'Ossa Major. El 2008, com a part d'una campanya de personalització de la marca de paraula seria descapitalitzat.
L'empresa fundadora va fer fallida nou mesos després, el 13 agost 1999 Els telèfons no van funcionar com estava previst fins que tota la constel·lació de satèl·lits estigueren en el seu lloc, el que va requerir un enorme cost de capital inicial de funcionament de l'ordre dels milers de milions de dòlars. El cost del servei és prohibitiu per a molts usuaris, a l'interior dels edificies la recepció era difícil i el volum i el cost de l'ús quan es compara amb dispositius mòbil terrestre telèfon mòbil adopció descoratjat entre els usuaris potencials.
El mal funcionament és un altre factor important en el fracàs de l'esmentat programa original. El 1999, l'escriptor David Rohde va detallar en la CNN com val per al servei d'Iridium i va enviar paquets d'informació, però mai va ser contactat per un representant de vendes. Es va trobar amb problemes de programació al lloc web d'Iridium, i un "run-around" dels representants de l'empresa Després de fallida presentada Iridium, va citar "dificultat per incrementar subscriptors"
El fracàs comercial inicial d'Iridium va tenir un efecte moderador sobre altres propostes de projectes comercials de constel·lacions de satèl·lits, incloent Teledesic. Altres sistemes (Orbcomm, ICO Global Communications i Globalstar), van seguire Iridium en la fallida, i altres mai es van construir En un moment hi va haver una amenaça que els satèl·lits Iridium hauria de ser d'òrbita, però, van romandre en òrbita i operatius El seu servei es va reiniciar el 2001 per la recentment fundada Iridium Satellite LLC, que era propietat d'un grup d'inversors privats. Encara que els satèl·lits i altres actius i la tecnologia darrere d'Iridium s'estima que han costat de l'ordre de 6 mil milions de dòlars els inversors van comprar l'empresa per al voltant de 25 milions de dòlars.
El 10 de febrer de 2009, l'Iridium 33 va xocar amb un satèl·lit inactiu rus, Kosmos 2251, 800 quilòmetres sobre Sibèria

## Estat actual
Iridium Satellite LLC es va fusionar amb una empresa de propòsit especial adquisició (GHQ), creat pel banc d'inversió Greenhill & Co (NYSE: GHL), el setembre del 2009 per crear Iridium Communications, Inc La companyia cotitza al NASDAQ públiques en el marc del símbol "IRDM". La companyia té aproximadament 523.000 subscriptors al tancament de desembre de 2011 (enfront de 427.000 al desembre de 2010). Els ingressos per a l'any 2011 va ser de 384,3 milions de $ amb un EBITDA operacional de 190.400.000 $
El sistema està sent utilitzat àmpliament pel Departament de Defensa dels Estats Units a través de la passarel·la del Departament de Defensa a Hawaii. El Departament de Defensa va representar un 23% dels ingressos d'Iridium el 2010. La investigació va començar al contracte del Departament de Defensa després d'una protesta per Globalstar, als EUA General Accounting Office que cap oferta va ser proporcionada. Una retenció en el contracte es va aixecar a petició del Departament de Defensa (citant raons de seguretat nacional). Això permet l'ús continu de la xarxa durant la investigació.
Els clients típics inclouen l'aviació, els governs, la indústria del petroli, científics i els viatgers freqüents del món.
Satèl·lits Iridium són ara un component essencial de les comunicacions amb els camps de la ciència remots, especialment l'Amundsen-Scott South Pole Station. El desembre de 2006, una sèrie de dotze mòdems Iridium va ser posats en línia, proporcionant serveis continus de dades a l'estació per primera vegada. L'amplada de banda total és de 28,8 kbit/s